# Фели
Фели (грч. Φελλί) је насељено место у општини Гребен у периферији Западна Македонија, Грчка. Према попису из 2021. године било је 760 становника.
Према бугарском географу и историчару, Василу Канчову, у Фелију је 1900. године живело 217 Грка. Године 1923. насељене су 22 грчке избегличке породице (94 особа) као и породице из околних села. На попису из 1940. године Фели је имао 488 становника. Село се раније звало Фили.